# 川崎インターチェンジ
川崎インターチェンジ（かわさきインターチェンジ）は、新潟県長岡市川崎町にある国道8号・国道17号の長岡東バイパスと、国道8号長岡バイパス・国道351号のインターチェンジ。長岡市の交通結節点として機能している。
南北を縦貫する国道17号小千谷市方面と国道8号新潟市方面相互間が本線となっており、東西を横断する国道8号上越市方面と国道351号が立体交差により接続している。
国道17号はここから先が国道8号との重用区間になるため、ここが事実上の終点である。

## 歴史
- 1982年（昭和57年）10月19日 - 長岡東バイパスの中沢 - 灰島新田間延長9.48 kmが暫定2車線で開通[注釈 1][1][2]。
- 1986年（昭和61年）11月11日 - 長岡バイパスの新町1丁目交差点 - 川崎ICが完成4車線で開通[注釈 2][3][4]。
- 1988年（昭和63年）8月6日 - 本ICから栃尾大野に至る国道351号改良事業のうち主部となる新榎トンネルなどが開通[5]。
- 1988年（昭和63年）12月9日 - 長岡東バイパスの中沢 - 小曽根間延長2.7 kmが4車線化[1]。

## 接続路線
- 国道8号
- 国道17号
- 国道351号

## 隣
国道17号・国道8号
長岡東バイパス
中沢IC - 川崎IC - 小曽根IC